# Медісон (Каліфорнія)
Медісон (англ. Madison) — переписна місцевість (CDP) в США, в окрузі Йоло штату Каліфорнія. Населення — 581 особа (2020).

## Географія
Медісон розташований за координатами 38°40′30″ пн. ш. 121°58′13″ зх. д. / 38.67500° пн. ш. 121.97028° зх. д. (38.674992, -121.970246).  За даними Бюро перепису населення США в 2010 році переписна місцевість мала площу 4,01 км², уся площа — суходіл.

## Демографія
Згідно з переписом 2010 року, у переписній місцевості мешкали 503 особи в 135 домогосподарствах у складі 109 родин. Густота населення становила 126 осіб/км².  Було 141 помешкання (35/км²).
Расовий склад населення:
| - 44,5 % — білих - 1,6 % — корінних американців - 0,6 % — вихідців з тихоокеанських островів - 0,6 % — азіатів - 0,2 % — чорних або афроамериканців - 46,7 % — осіб інших рас |

До двох чи більше рас належало 5,8 %. Частка іспаномовних становила 76,3 % від усіх жителів.
За віковим діапазоном населення розподілялося таким чином: 30,8 % — особи молодші 18 років, 60,7 % — особи у віці 18—64 років, 8,5 % — особи у віці 65 років та старші. Медіана віку мешканця становила 28,6 року. На 100 осіб жіночої статі у переписній місцевості припадало 113,1 чоловіків;  на 100 жінок у віці від 18 років та старших — 110,9 чоловіків також старших 18 років.
Середній дохід на одне домашнє господарство  становив 67 423 долари США (медіана — 55 156), а середній дохід на одну сім'ю — 71 998 доларів (медіана — 54 844). За межею бідності перебувало 3,6 % осіб, у тому числі 0,0 % дітей у віці до 18 років та 0,0 % осіб у віці 65 років та старших.
Цивільне працевлаштоване населення становило 218 осіб. Основні галузі зайнятості: мистецтво, розваги та відпочинок — 26,6 %, виробництво — 12,8 %, роздрібна торгівля — 11,5 %, будівництво — 11,5 %.